# Пинъюань (Дэчжоу)
Пинъюа́нь (кит. упр. 平原, пиньинь Píngyuán) — уезд городского округа Дэчжоу провинции Шаньдун (КНР).

## История
Уезд Пинъюань был создан ещё при империи Цинь в 221 году до н. э.
В 1950 году был образован Специальный район Дэчжоу (德州专区), и уезд вошёл в его состав. В 1956 году Специальный район Дэчжоу был расформирован, и уезд перешёл в состав Специального района Ляочэн (聊城专区), при этом к нему была присоединена часть расформированного уезда Эньсянь (恩县). В 1961 году Специальный район Дэчжоу был воссоздан, и уезд вновь вошёл в его состав. В 1967 году Специальный район Дэчжоу был переименован в Округ Дэчжоу (德州地区).
Постановлением Госсовета КНР от 17 декабря 1994 года были расформированы город Дэчжоу и округ Дэчжоу, и образован городской округ Дэчжоу.

## Административное деление
Уезд делится на 2 уличных комитета, 8 посёлков и 2 волости.